# Dème d'Ydroúsa
Le dème d'Ydroúsa, en grec moderne : Δήμος Υδρούσας, est un ancien dème de l'île d'Ándros en Égée-Méridionale, Grèce. Depuis 2010, il est fusionné au sein du dème d'Ándros.
Selon le recensement de 2011, la population du dème s'élève à 3 372 habitants.